# Лохольт
Борр, він же Лохольт, Ілінот чи Ллахеу — легендарний лицар Круглого Столу, син короля Артура.

## У валлійських джерелах
Вочевидь, Ллахеу належить до найранішого пласту легенд про короля Артура. Він згадується вже в поемі «Pa gur» («Хто воротар») як Артурів воїн, хоча там і не вказано, що це його син. У поемі «Розмова Гвіддно Гаранхіра з Гвін ап Нуддом» Гвін ап Нудд, психопомп, з-поміж смертей, при яких він був, згадує й битву, в якій поліг Ллахеу, син Артура. Ллахеу згадується і в валлійських Тріадах, і в віршах валлійських поетів.

## У пізніших романах
У континентальних французьких романах він зветься Лохольт. Вперше він побіжно згадується в Кретьєна, як гідний син гідного батька.
В романі німецького романіста Ульріха фон Затценхофена Lanzelet Лохольт — законний син Артура та Гвенвівар, він допомагає порятувати свою матір від викрадача, Валеріна з Заплутаного Лісу, та супроводжує батька на Авалон. Так само законним сином Артура та Гвенвівар Лохольт постає в анонімному французькому романі Perlesvaus: він вбиває велетня Логрина в Згубному Лісі, але Кей заздрить його звитязі, вбиває Лохольта та приписує цей подвиг собі. Коли з'ясовується, що Лохольт загинув − Гвенвівар гине від горя теж.
В Вульгаті Лохольт — позашлюбний син Артура та леді Лізамори, доньки графа Севейна. В романі «Мерлін» теж згадується його смерть від рук Кея, але в романі «Ланселот» Лохольт потрапляє в полон до замку Сумна В'язниця та гине там.
У більшости німецьких лицарських романів схожий персонаж, син Артура, зветься Ілінот. Вольфрам фон Ешенбах вказує, що Ілінот поліг від кохання: ще замолоду він полишив рідний дім та зростав у домі такої собі леді Флорії, правительки королівства Канадік. Раз вони розсварилися, Флорія відіслала Ілінота від свого двору, Ілінот пішов на якусь війну та поліг там. Флорія померла від горя.
Нарешті, в Мелорі він зветься Борр Хоробре Серце. Як і в Вульгаті, він син Артура та Лізамори, але нич більше про нього Мелорі не повідомляє.